# Größensystem
Ein Größensystem dient der systematischen Einordnung physikalischer Größen. Es wird nach praktischen Gesichtspunkten durch die Festlegung einer oder mehrerer Basisgrößen definiert, aus denen sich nach vereinbarten Rechenvorschriften weitere abgeleitete Größenarten des Größensystems erschaffen lassen.
In der Größensystem-Definition des VIM, 3. Ausgabe von 2007, wird nicht die Existenz von Basisgrößen verlangt, aber gefordert, dass die Größen des Größensystems mit einer „Menge von widerspruchsfreien Gleichungen“ zueinander in Beziehung gesetzt sind; in der Definition von „Basisgröße“ und von „abgeleitete Größe“ wird der Größensystem-Begriff herangezogen.
Ein Beispiel ist das Internationale Größensystem (ISQ).
Eine Größe wird durch ihre geeignete Zuweisung zu einer Größenart in das Größensystem eingefügt. Da die Basisgrößen eines Größensystems nicht voneinander unabhängig sein müssen, ist es möglich, dass dieselbe Größenart durch mehr als eine Kombination aus Basisgrößen dargestellt werden kann. Es kann außerdem Größen geben, die nicht in ein Größensystem eingeordnet werden, z. B. weil keine sinnvolle Möglichkeit existiert.
Anmerkung: Entgegen dieser Darstellung werden in der oben genannten VIM-Ausgabe Basisgrößen als voneinander unabhängig angesehen. Darin wird die Basisgröße definiert als eine „Größe in einer durch Vereinbarung ausgewählten Teilmenge eines Größensystems, wobei keine dieser Größen durch die anderen Größen der Teilmenge ausgedrückt werden kann“. Die erwähnte Teilmenge wird „Menge der Basisgrößen“ genannt.
Die Systematik eines Größensystems orientiert sich an den Größenarten und Dimensionen der Größen. Mehrere unterschiedliche Größen können derselben Größenart angehören, und mehrere unterschiedliche Größenarten derselben Dimension. Die Anzahl der Dimensionen des Größensystems bestimmt dessen Grad.
Zusammenhänge zwischen einem Größensystem und einem Einheitensystem müssen per Definition festgelegt werden. Aus einem Größensystem folgt nicht automatisch ein Einheitensystem, und umgekehrt. Einem Größensystem können unterschiedliche Einheitensysteme zugeordnet werden.

## Beispiele
(Größenarten fett, Größen kursiv)
Definitionen:
1. Ein Größensystem werde mit den beiden Basisgrößen Länge L und Masse M definiert.
2. Weitere Größenarten des Systems sollen kohärent abgeleitet werden, d. h., indem sämtliche Basisgrößen mit eigenen Exponenten versehen und dann miteinander multipliziert werden.

Eigenschaften:
- Praktischer Gesichtspunkt: Die Wahl der Basisgrößen ergibt physikalisch Sinn und ermöglicht einfaches Rechnen.
- Eine Größenart G des Größensystems kann als G = Lx · My  dargestellt werden.
- Trivial: Aus den Basisgrößen leitet sich die Länge als L1 · M0 = L und die Masse als L0 · M1 = M ab.

Einordnung von Größen:
- Die Größe Durchmesser eines Kreises ist zunächst innerhalb des Größensystems nicht definiert, d. h., sie ist keiner Größenart zugeordnet, d. h., sie ist nicht Teil des Größensystems, d. h., sie ist in diesem nicht darstellbar.
- Sowohl der Durchmesser als auch der Umfang eines Kreises können der Größenart L zugeordnet, d. h., als Länge definiert und so in das Größensystem aufgenommen werden.

Abgeleitete Größenarten:
- Die Größenart Volumen ist zunächst innerhalb des Größensystems nicht definiert, d. h., sie ist nicht Teil des Größensystems, d. h., sie ist in diesem nicht darstellbar.
- Das Volumen V könnte als Größenart „Länge in drei unabhängigen räumlichen Dimensionen“ durch V = L3 · M0 = L3 definiert werden. Die Dichte D könnte dann als „Masse durch Volumen“ die Größenart D = L−3 · M1 = L−3 · M1  sein.
- Die Geschwindigkeit S könnte als Größenart „Länge des Bremsweges in Wasser“ definiert werden, d. h. als S = L1 · M0 = L. Die Geschwindigkeit wäre dann also eine Länge. (Mit „Länge des Bremsweges in Wasser“ ist gemeint „Die Länge des Weges, den ein nicht (mehr) beschleunigtes Objekt nach dem Eintauchen in Wasser bei bestimmten Bedingungen bis zu seinem Stillstand zurücklegt“, d. h., das Objekt wird nach einer bestimmten Methode abgebremst, sodass der Bremsweg eine Funktion der Geschwindigkeit ist.)
- Die Geschwindigkeit S könnte aber auch nach der Einführung einer dritten Basisgröße Zeit T abgeleitet werden. Die Größenart der Geschwindigkeit wäre dann beispielsweise S = L1 · M0 · T -1 = L/T.
- Nach Einführung einer vierten Basisgröße Geschwindigkeit S = L0 · M0 · T0 · S1 würde man die Geschwindigkeit nicht mehr als abgeleitete Größenart behandeln. Damit keine Doppeldeutigkeiten entstehen, muss für entsprechende Größen definiert werden, ob sie über L/T oder über S dargestellt werden sollen. Die Zuordnung kann z. B. von der Bedeutung der Größe abhängen. Rechnerisch ist es unkritisch, beide Darstellungsweisen zu vermischen, da der Zusammenhang S = L/T bekannt ist.